# Tjeckiens flygvapen
Tjeckiens flygvapen (tjeckiska: Vzdušné síly Armády České republiky, engelska: Army of the Czech Republic Air Force), är del av det tjeckiska militära försvaret. Tjeckiens flygvapen är tillsammans med Slovakiens flygvapen en efterträdare till Tjeckoslovakiens flygvapen, vilket upplöstes den 31 december 1992.
Flygvapnet ansvarar för att skydda och bevaka det tjeckiska luftrummet genom Natos integrerade luftvärnssystem (NATINADS). Vidare är flygvapnets roll att ge flygunderstöd till de tjeckiska landstyrkorna samt bistå med transportuppgifter till den tjeckiska regeringen och staten. I fredstid bistår flygvapnet även det civila samhället med till exempel ambulansflyg eller räddningsaktioner.
De tjeckiska stridsflygplanen JAS 39C/D Gripen är i första hand menade för att övervaka det tjeckiska luftrummet, men även bistå Nato. Som reserv finns även det tjeckiska stridsflygplanet Aero L-159 Alca. Utöver de förmågor man har i luften, har flygvapnet sju radarstationer spridda över landet för att hela tiden ha en aktuell radaröverblick över det tjeckiska territoriet.

## Historik

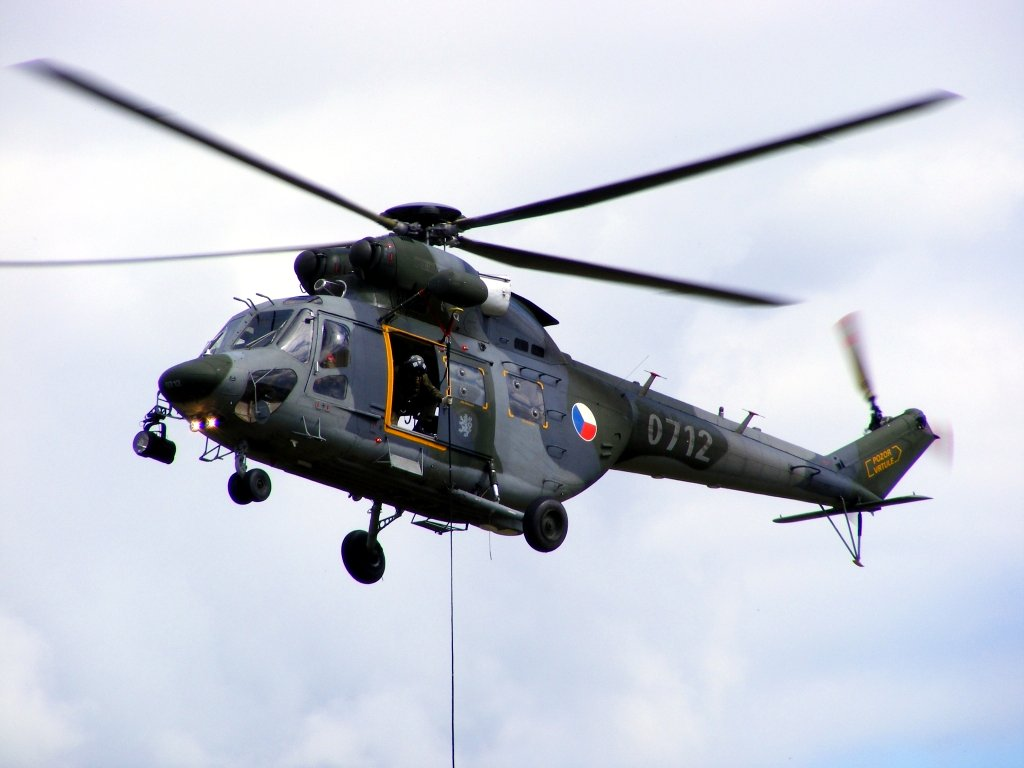
Tjeckisk PZL W-3A

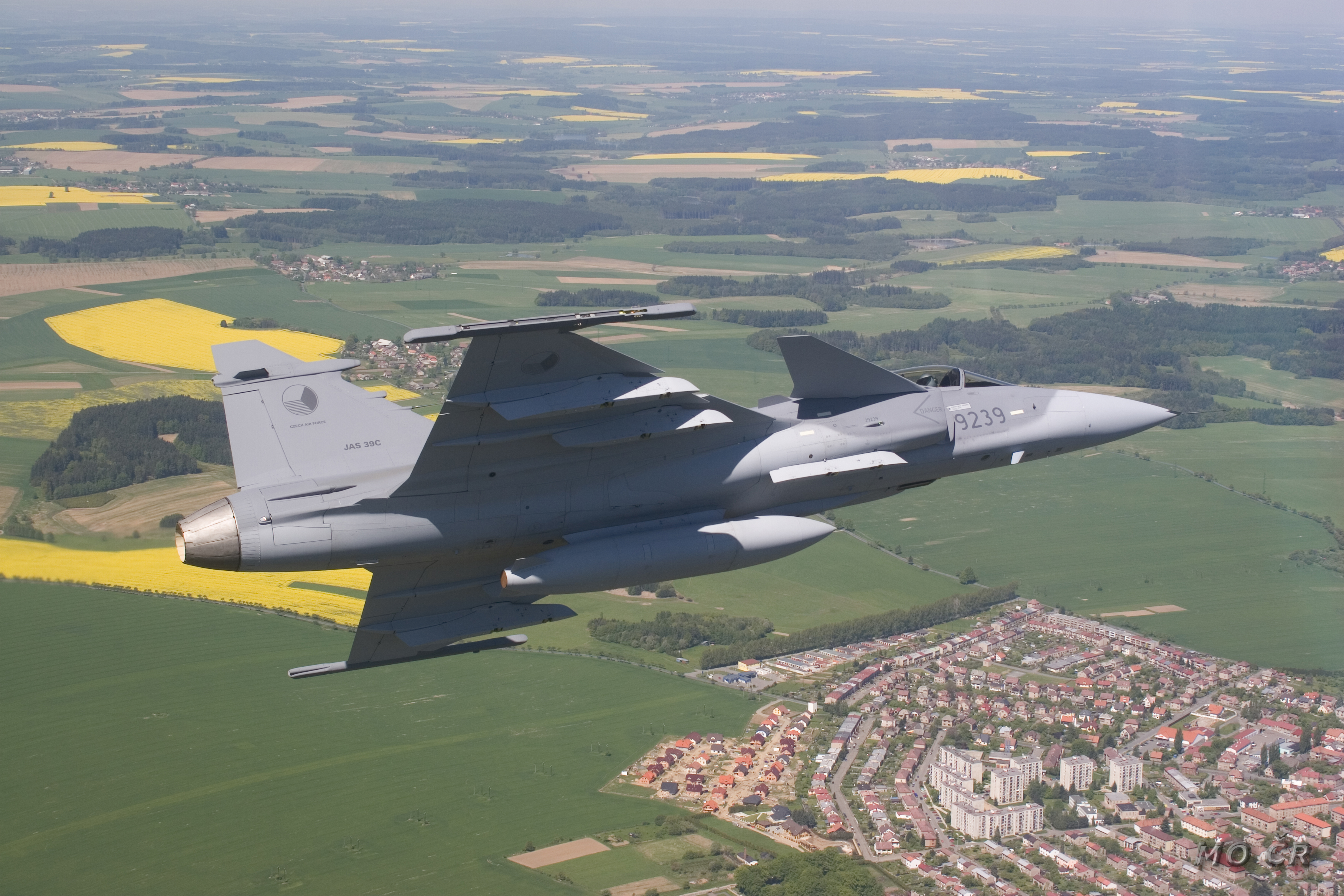
Tjeckisk Gripen

När det tjeckoslovakiska flygvapnet delades gjordes det i 1:1 med Slovakien. Delningen medförde dock en reducering av både flygplan, helikoptrar och flygbaser. Och då man hade delat allt lika mellan de två staterna, medförde det att service- och underhållskostnaderna för dess nyaste stridsflygplan, MiG-29, sköt i höjden. Även rotorblad till Mil Mi-24 importerades genom en tredje part till ett överpris på 400%. Detta ledde till att Tjeckien bytte tio individer av MiG-29 med Polen, i utbytte mot elva individer av räddningshelikoptern PZL W-3 Sokół. Denna affär ledde dock till en lång och omdiskuterad affär.
Rollen för att upprätthålla den nationella luftövervakningen överläts då till en skvadron beväpnad med stridsflygplanet Mig-23. Planet visade sig vid övningar med flygvapen i västra Europa i en del manövrar vara överlägset flygplan som Mirage III, Mirage F1C, Mirage 2000 och F-4F Phantom II. Endast F-16 Fighting Falcon visade sig bättre än Mig-23.
Den 1 juli 1997 inleddes en ny era i flygvapnet, då 3. Corps of Tactical Aviation och 4. Air Defence Corps sammanfördes till en enhet. Flygvapnet började revidera och uppdatera doktriner samt luftfartyg, vilket medförde att landet började titta på ett nytt stridsflygplan. Detta efter att stridsflygplanet MiG-23MF togs ur aktiv tjänst 1994 och MiG-23ML togs ur tjänst 1998. Kvar fanns endast MiG-21, vilken blev en interimslösning, innan ett nytt stridsflygplan kunde tas i tjänst. Landet valde Saab 39 Gripen som en lösning på frågan om ett nytt stridsflygplan. Men på grund av omfattande översvämningar som Tjeckien drabbades av under 2002, sköts hela affären på framtiden.

### 2000-talet
Ett nytt internationellt anbudsförfarande inleddes i syfte att finna en ny tillfällig lösning. Även denna gång vann Gripen upphandlingen, vilken man gjorde i konkurrens med sex andra olika budgivare. Den affär som ingicks mellan Sverige och Tjeckien, var ett mellanstatligt (government to government) 10-årigt hyresavtal, och som inte BAE Systems. Detta efter att det i media framkommit anklagelser om att BAE Systems skulle gett mutor till beslutsfattare i den ursprungliga upphandlingen.
I december 2008 ville flygvapnet utbilda helikopterpiloter för ökenförhållanden, som en förberedelse inför dess kommande internationella uppdrag i Afghanistan. Det enda land som var intresserade med att hjälpa Tjeckien var Israel, då Israel såg det som en möjlighet att tacka Tjeckien, för att de utbildade israeliska piloter och stödde Israel när det först blev en stat.
Den 1 december 2003 upphörde tjeckiska flygvapnet som en egen organisation, och blev istället en del av det nybildade "Joint Forces of the Czech Army". I den nya organisationen blev den tidigare flygvapenchefen nu ställföreträdande Joint Forces Chief Commander. Högkvarteret för den nya enheten lokaliserades till Olomouc.

### 2010-talet

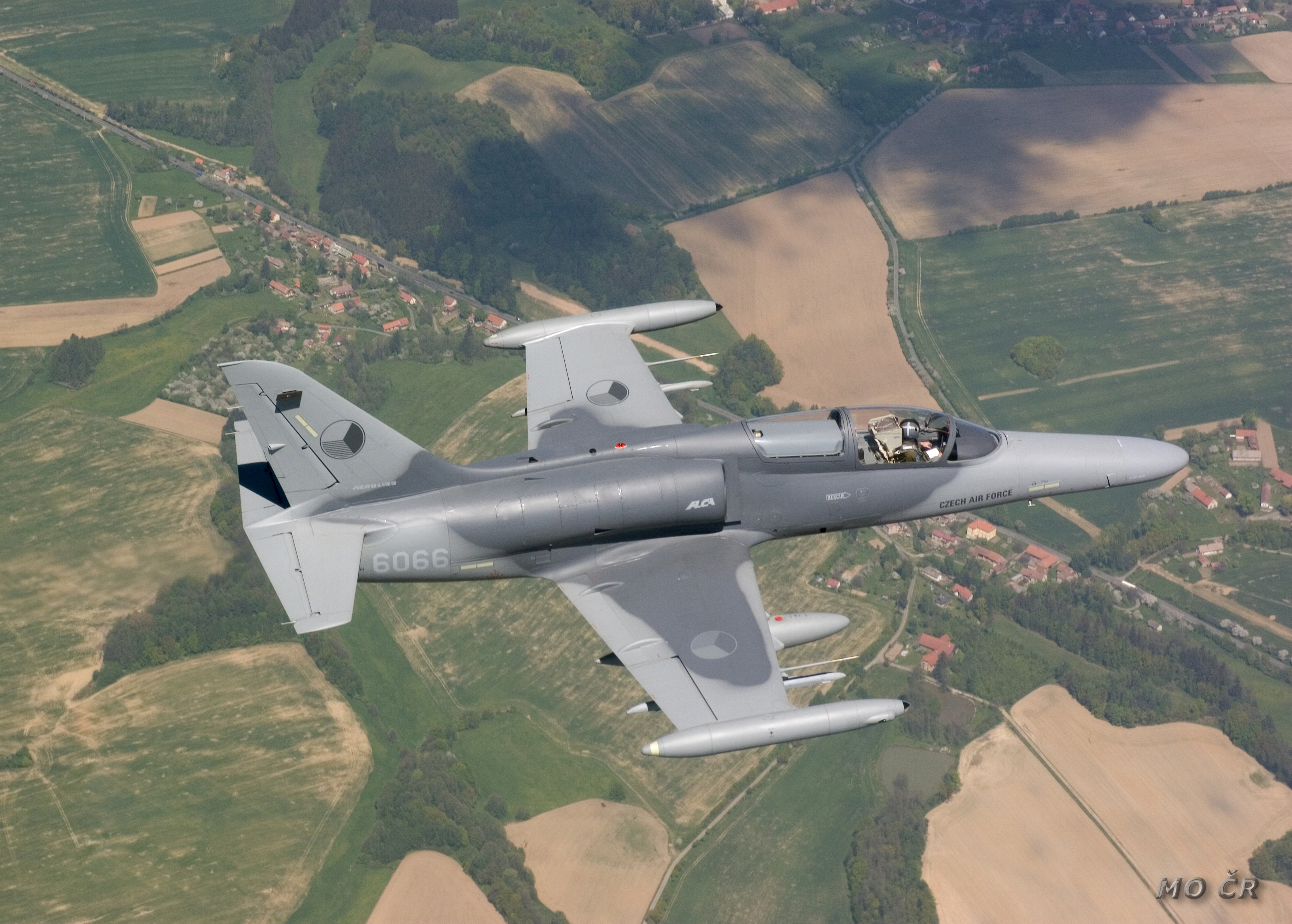
Aero Vodochody L-159A tjeckiskt lättattackflygplan.

Den 1 juli 2013 återupprättades den gamla organisationen, då Flygvapnet avskildes och blev en självständig organisation. Högkvarteret för flygvapnet lokaliserades med det till Prag.
Inför att hyreskontraktet med Sverige skulle löpa ut 2015, spekulerades det i om avtalet skulle förnyas eller om ett nytt stridsflygplan skulle väljas till förmån för Gripen.
Den tjeckiska regeringen förväntades starta ett anbudsförfarande, i syfte att ta beslut om vilket flygplan landet skulle ha efter 2015. JAS 39 Gripen var allmänt accepterat som det mest effektiva alternativet, dels på grund av befintlig infrastruktur, men även på grund av tillgång till utbildad personal och tidigare god operativ erfarenhet. Men något nytt anbud anbudsförfarande blev aldrig av, eftersom det i media skrivits och diskuterats om anklagelser om mutor gällande avtalet med Sverige. Det hindrade politiker i Tjeckien att inledda ett nytt öppet anbudsförfarande, vilket skulle kunnat innehålla flygplan som F-16, F/A-18, F-15SE eller F-35A.
Utveckling av ett eget stridsflygplan diskuterades som en lösning. Det ansågs mer ekonomiskt samt mer användarvänligt (alla grannländer är EU-medlemmar och även Natomedlemmar, utom Österrike), jämfört med ett stridsflygplan som JAS 39 Gripen. I det scenariot skulle det inhemska flygplanet L-159 bli ryggraden i flygvapnet. Men 2011 beslutades det att stridsflygplan (typ JAS 39 Gripen) även i fortsättningen skulle fortsätta vara ryggraden i det tjeckiska flygvapnet, och i nära samarbete med Natas "Integrated Air Defence System". Samtidigt avvecklades ett antal helikoptrar, Mi-24 och Mi-35, då det betraktades tillräckligt att landets flygvapen hade tolv ensitsiga och två tvåsitsiga stridsflygplan för att övervaka och patrullera det tjeckiska luftrummet.
Den 16 maj 2014 skrev dåvarande Försvarsexportmyndigheten och den tjeckiska biträdande försvarsministern under ett nytt hyresavtal gällande JAS 39 Gripen, vilket även omfattade modernisering samt uppgradering av de 12+2 flygplanen. Det nya avtalet gäller fram till 2027, och innehåller även en option på två år.
Mellan 2015 och 2017 planerar flygvapnet att ta sin skolflygplan, Jak-40, ur tjänst, och istället ersätta dem med CASA C-295s eller annat flygplan.
Den tjeckiska försvarsminister Martin Stropnický presenterade planer på att ersätta samtlig militär utrustning som kommer från Sovjetunionen, något som då omfattar vapen, helikoptrar och radarstationer. Starten för anbudsförfarandet förväntades till någon gång under 2015.

## CzAF-NATO
Efter att Tjeckien anslöts sig till Nato, har internationella övningar blivit en självklarhet för det tjeckiska flygvapnet. Under 2009 ingick Tjeckien ett samarbetes- och utbildningsavtal med grannlandet Tyskland.

### NATO Tiger Association

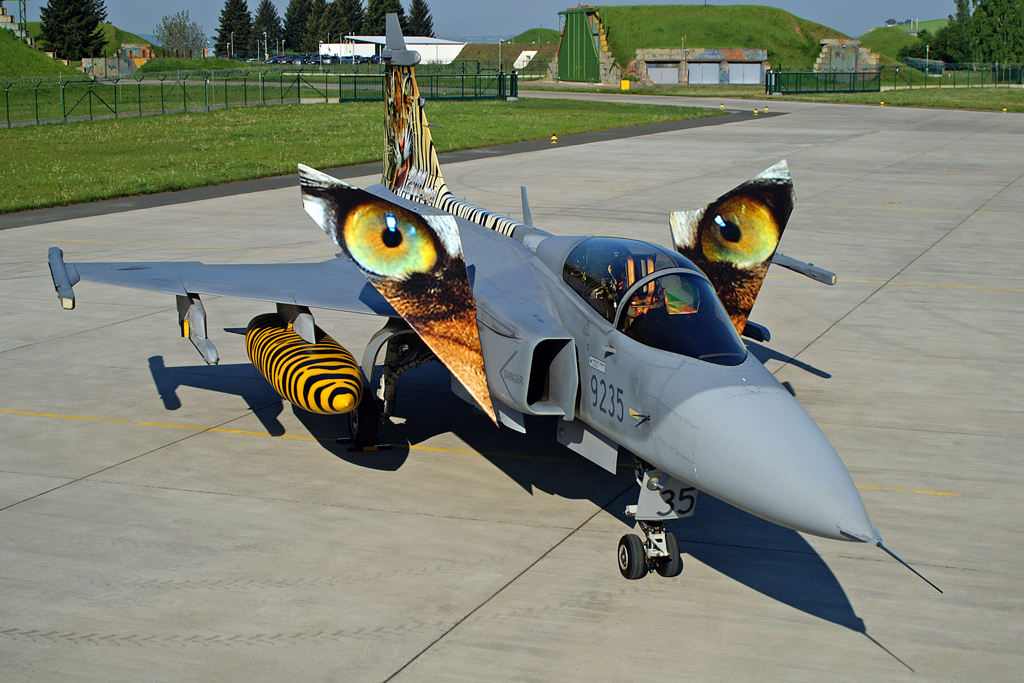
Gripen i förberedelse för Tiger Meet

År 2002 anordnades "NATO Tiger Meet" vid portugisiska Beja air base. 331. Helicopter Squadron kom där att hedras genom att proklamera den som fullvärdig medlem i "NATO Tiger Association". Skvadronen mottog också den mest prestigefyllda trofén, Silver Tiger.
I samband med att flygvapnet började beväpnas 2005 med JAS 39 Gripen, deltog fyra flygplan för första gången 2008 på franska Landivisiau.
Under 2010 antogs den tjeckiska 211. Tactical Squadron vid Volkel Air Base som fullvärdig medlem. De fick även motta trofén Silver Tiger.

### AWACS
År 2014 blev Tjeckien det artonde landet som deltar i Natos "Airborne Early Warning and Control" (NAEW&C) program. Något som för det tjeckiska flygvapnet medför att man är en aktiv medlem i AWACS verksamheten. Men även en uppskattad kostnad på 90 miljoner CZK per år.

## Organisation
- Flygvapenstab – i Prag[12]
  - 21st Tactical Air Force Base "Zvolenská"– Čáslav
    - 211th Tactical Squadron – 14 JAS-39C/D Gripen
    - 212th Tactical Squadron – 14 L-159A Alca, 2 L-159T1[25]
    - 213th Training Squadron – 2 L-159A, 3 L-159T, 3 L-159T2[26]

  - 22nd Helicopter Air Base "Biskajská" – Náměšť nad Oslavou[27]
    - 221st Helicopter Squadron – 4 AH-1Z, 2 UH-1Y, 4 Mi-171Sh
    - 222nd Helicopter Squadron – 11 Mi-171Sh

  - 24th Transport Air Base "T. G. Masaryka" – Prag–Kbely
    - 241st Transport Squadron – 2 A319CJ
    - 242nd Transport and Special Squadron – 6 CASA C-295, 6 L-410FG/UVP-E
    - 243rd Helicopter Squadron – 1 Mil Mi-8, 5 Mi-17, 10 W-3A
      - Plzeň-Líně SAR detachment – W-3A

  - 25th Air Defence Missile Regiment "Tobrucký" – Strakonice – 2K12 (SA-6), RBS-70/NG
  - 26th Air Command, Control and Surveillance Regiment – Stará Boleslav med Control and Reporting Centre (CRC) i Hlavenec
  - Pardubice Airfield Authority
    - Flight Training Centre (CLV) Pardubice, opererar med e1 EV-97, 8 Z-142C-AF, 1 Zlin Z-142, 1 Zlin Z-43, 7 L-39C, 8 Enstrom 480, 1 L-410 UVP-S, 1 L-410 UVP-T och 3 Mi-17,[28] är dock ingen del av det tjeckiska flygvapnet. Primärt var flygträningen outsourcad från och med 1 april 2004. CLV är en del av det statliga bolaget LOM PRAHA s.p.[29]

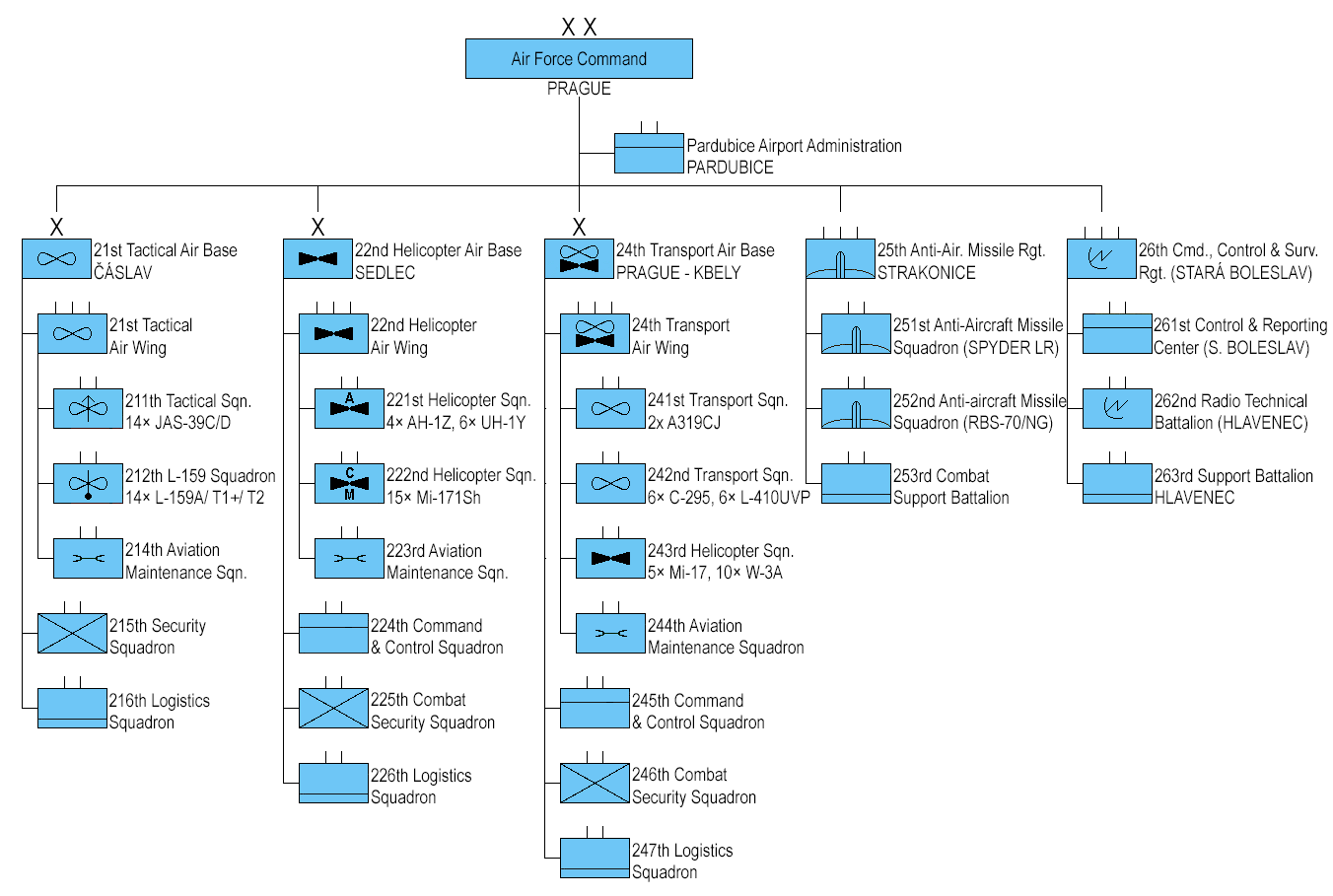

## Flotta

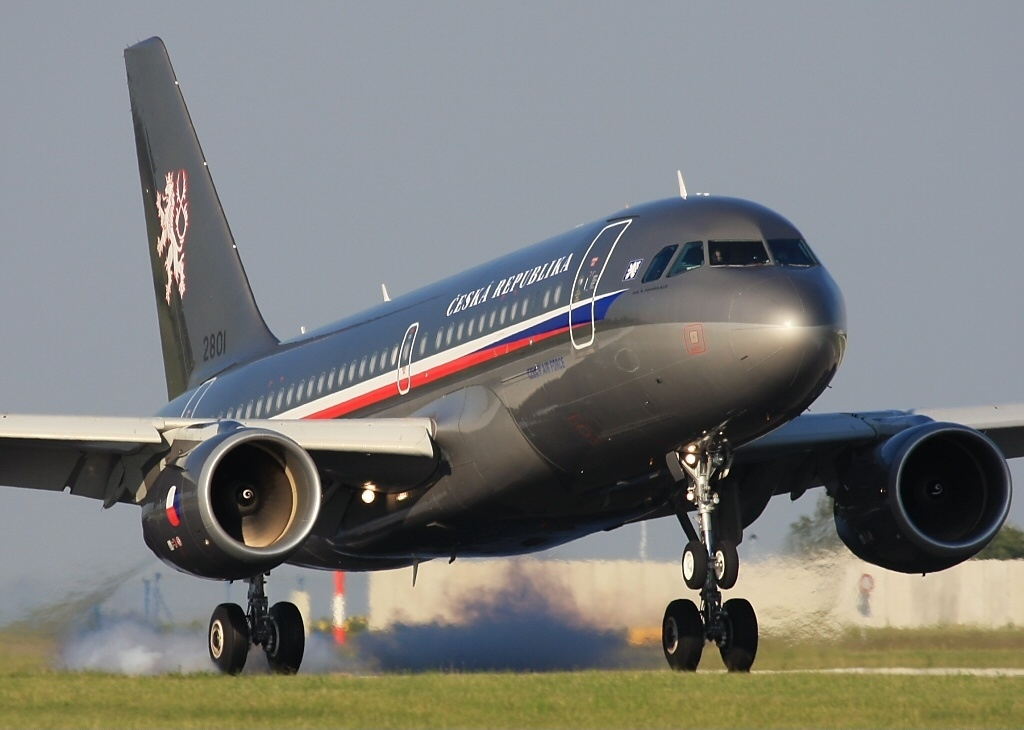
Tjeckisk A319 under landning vid Václav Havel Airport Prague

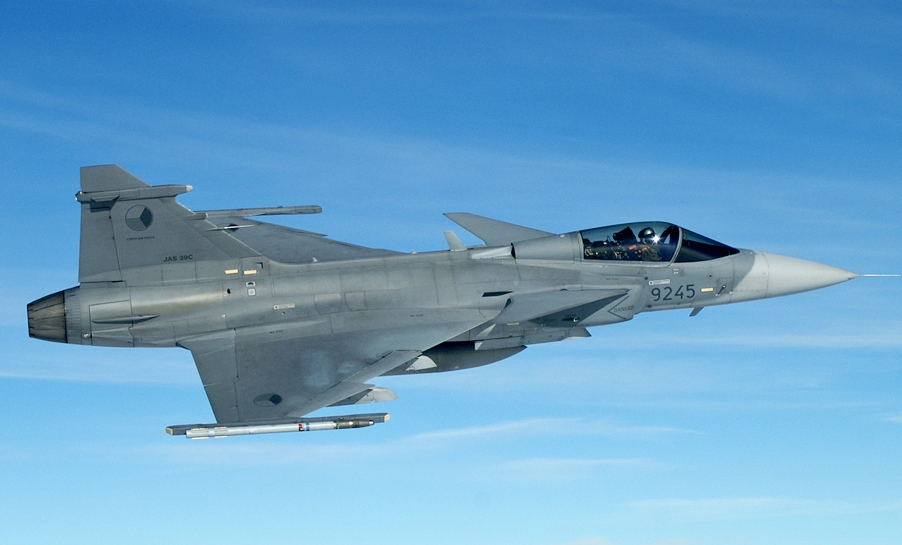
Tjeckisk JAS 39C under flygning.

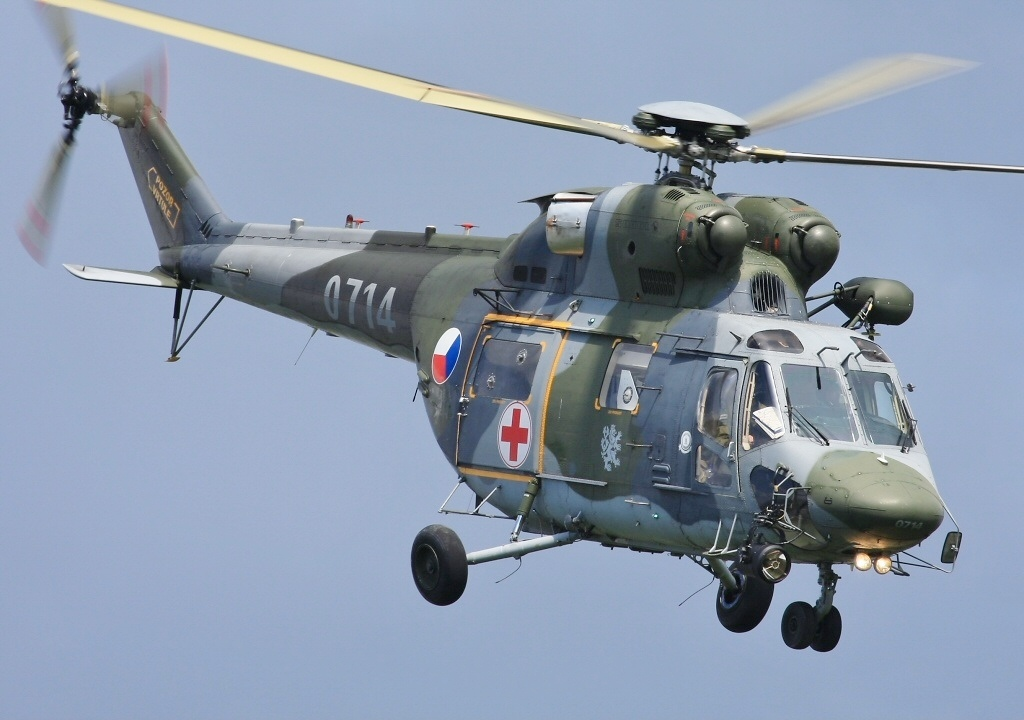
Tjeckisk W-3A Sokol.

| Luftfartyg                         | Ursprung       | Typ                                | Variant        | I service      | Kommentarer                          |                |
| Stridsflygplan                     | Stridsflygplan | Stridsflygplan                     | Stridsflygplan | Stridsflygplan | Stridsflygplan                       | Stridsflygplan |
| ---------------------------------- | -------------- | ---------------------------------- | -------------- | -------------- | ------------------------------------ | -------------- |
| JAS 39 Gripen                      | Sverige        | Enhetsflygplan                     | JAS 39C        | 12             | Leasade från Sverige fram till 2027  |                |
| Aero L-159                         | Tjeckien       | Lättattack                         | L-159A         | 16             |                                      |                |
| Övervaknings- och spaningsflygplan |                |                                    |                |                |                                      |                |
| L-410                              | Tjeckien       | Övervaknings- och spaningsflygplan | L-410FG        | 2              |                                      |                |
| Transportflyg                      |                |                                    |                |                |                                      |                |
| A319                               | Frankrike      | Statsflyg                          | A319CJ         | 2              |                                      |                |
| CASA C-295                         | Spanien        | Transport                          | C-295M/MW      | 6              |                                      |                |
| L-410                              | Tjeckien       | Transport                          | L-410UVP       | 4              |                                      |                |
| Helikoptrar                        |                |                                    |                |                |                                      |                |
| Mil Mi-17                          | Ryssland       | Transport                          | Mi-17/171      | 21             | En Mi-171 havererade i november 2015 |                |
| PZL W-3                            | Polen          | Transport                          |                | 10             |                                      |                |
| Bell AH-1Z                         | USA            | Atack                              |                | 4+6            |                                      |                |
| Bell UH-1Y                         | USA            | Transport                          |                | 2+8            |                                      |                |
| Mil Mi-24                          | Ryssland       | Attack                             | Mi-24/35       | ?              |                                      |                |
| Skolflygplan                       |                |                                    |                |                |                                      |                |
| JAS 39 Gripen                      | Sverige        | Skolflygplan                       | JAS 39D        | 2              | Leasade från Sverige fram till 2027  |                |
| Aero L-159                         | Tjeckien       | Skolflygplan                       | L-159T1/T2     | 8              |                                      |                |